# دوك إيفانز
دوك إيفانز (بالإنجليزية: Doc Evans)‏ هو عازف جاز أمريكي، ولد في 20 يونيو 1907 في سبرينغ فالي في الولايات المتحدة، وتوفي في 10 يناير 1977 في منيابولس في الولايات المتحدة.

## وصلات خارجية
- الموقع الرسمي
- دوك إيفانز على موقع ميوزك برينز (الإنجليزية)
- دوك إيفانز على موقع ديسكوغز (الإنجليزية)